# Elisa Lancellotti
Elisa Lancellotti (Carpi, 23 febbraio 1991) è una pallavolista italiana, palleggiatrice del Montale.

## Palmarès
- Coppa Italia di Serie A2: 1

2018-19